# Batalla de Al-Rai
La Batalla de Al-Rai ( de agosto de 2016) es una batalla librada entre el Ejército Libre Sirio y el Estado Islámico en la ciudad fronteriza de Al-Rai, parte del norte de la Gobernación de Alepo en la frontera con Turquía, lo que resultó en la captura de la ciudad por los comabatientes de la Ejército Libre Sirio.

## Antecedentes
El 8 de abril de 2016, las fuerzas rebeldes de la oposición siria la ciudad fronteriza de Al-Rai y más de una docena de otras poblaciones cercanas, pero se retiraron después de una contraofensiva del Daesh  y 3 días después recuperaron casi todos los pueblos que habían perdido. Los rebeldes también tomaron brevemente s la ciudad durante unas horas en junio, antes de ser expulsados. 

## Ataque Rebelde
El 15 de agosto de 2016, después de que los rebeldes bombardearon con artillería pesada comenzaron a asaltar los silos de grano del pueblo Al-Rai y capturaron a los silos junto con varias otras posiciones. Sin embargo, se vieron obligados a retirarse a la mañana siguiente después de un contraataque Estado Islámico desde el norte, todos los puntos perdidos por el Daesh  la habían recuparedo. Las Minas antipersonales desempeñaron un papel en el retraso de la ofensiva. 

## Segundo Ataque Rebelde
El 17 de agosto de 2016, los combatientes del Ejército Libre Sirio lanzaron un segundo asalto dirigido a las posiciones del Daesh  con artillería de cohetes, rompiendo a través de las primeras líneas de defensa y volvieron a entrar en la ciudad. El Ejército Libre Sirio explotó tres Coches bombas durante la batalla y capturaron la ciudad de Al-Rai y su cruce fronterizo más tarde ese día, atrapando un número indeterminado de combatientes del Daesh 
El mismo día, la Fuerza Aérea de los Estados Unidos quien opera como parte de la CJTF-OIR realizó apoyo aéreo a los rebeldes durante la batalla bombardeando varias posiciones de las unidades yihadistas cerca de Al-Rai.  La lucha armada continuó en las afueras de la ciudad y el Daesh  retuvo su Cuartel en alrededores Dudyan.

## Contraataque del Estado Islámico
Debido al poco tiempo dado a los rebeldes para fortificar la zona, se pone en marcha una contraofensiva rápida desde el este por parte del Daesh, el 19 de agosto y recapturados los silos de grano y las colinas cercanas.  Sin embargo, los rebeldes repelieron el ataque a la ciudad y afirmaron haber matado a más de 10 es combatientes yihadistas. Los combatientes del Ejército Libre Sirio también recuperaron los Silos al día siguiente.

## Repercusiones
El 20 de agosto de 2016, una gran cantidad de rebeldes y un convoy militar que contiene más de 50 vehículos cargados con armas pesadas y medianas, llegaron a la Ciudad Al-Rai fueron trasladados a la frontera turca preparando un ataque a la ciudad de Jarbaulus.